# Hans-Åke Lerin
Hans-Åke Lerin, född 1 november 1947 i Västerås, är en svensk filmfotograf, bosatt i Uppsala.
Hans-Åke Lerin utbildad sig till fotograf på Dramatiska Institutet 1980–1983. Han har gjort ett stort antal dokumentär- och kortfilmer som Amors bilar, Anna själv tredje, Tiden är ingen rak sträcka, Å andra sidan, Brytpunkt-87 och Killerboots. Han har också gjort fotot till den svenska skräckfilmen Besökarna. För SVT har han deltagit som fotograf i TV-serien K-märkt tillsammans med Staffan Bengtsson och Göran Willis. Lerin har också medverkat till produktionerna om KW Gullers, Ralph Erskine, Road 66, Speglar, Moderna kyrkorum och Absinth, där flertalet visats i programserien K special. Lerin har också medverkat i Take off med informations- och industrifilmer. Flera av dessa filmer har fått internationella priser.
På senare tid har han tagit upp stillbildsfotograferandet och under 2014 producerade han fem fotoutställningar. Har gett ut två fotoböcker, De Tysta Rummen och Bildminnen.